# Света Параскева (Панагия)
Вижте пояснителната страница за други значения на Света Параскева.
„Света Параскева“ (на гръцки: Αγίας Παρασκευής) е възрожденска православна църква в гревенското село Панагия (Тороник), Егейска Македония, Гърция, част от Гревенската епархия на Вселенската патриаршия.
Църквата е гробищен храм, разположен южно от селото. Построена е през първата половина на XVIII век. В архитектурно отношение представлява малък еднокорабен храм с дървен покрив и полукръгла апсида на изток. Входът е от запад и над него има ниша за изображение на Света Богородица. Дървеният резбован иконостас датира от 1425 година.
Църквата претърпява големи щети от Гревенското земетресение в 1995 година.